# Октомврийски манифест
Октомврийски манифест (на руски: Октябрьский манифест), официално „Манифест за усъвършенстване на държавния ред“ (на руски: Манифест об усовершенствовании государственного порядка), е указ на цар Николай II, предшестващ първата конституция на Руската империя (приета на следващата, 1906 г.). Манифестът е издаден под влиянието на министър-председателя Сергей Вите в отговор на Руската революция от 1905 г. Николай упорито се съпротивлява на конституционните искания, но отстъпва, след като получава решителен отказ на намерението му да установи военна диктатура: първото му назначение, великият княз Николай, заплашва да се застреля, ако царят не приеме предложението на Вите. Царят неохотно се съгласява и издава този Октомврийски манифест, обещавайки определени граждански права и провеждане на избори за парламент, наречен Държавна дума на Руската империя, без чието одобрение няма да могат да се приемат закони в Русия. Според мемоарите му Вите не е принуждавал царя да подпише Октомврийския манифест, който е провъзгласен във всички църкви.

## Предистория
Докато Франция, Великобритания и Съединените щати вече са избрали демокрацията под една или друга форма, Руската империя запазва своето старо автократично управление, начело с царя. В началото на 90-те години на XIX век, под ръководството на Сергей Вите (тогава министър на финансите), Русия предприема ръководена от държавата програма за индустриализация чрез привличане на чуждестранни инвестиции и налагане на митнически тарифи.
Бързият растеж на индустрията през този период обаче не е съпроводен с политически реформи, което води до силно недоволство от страна на разрастващата се работническа класа. Същевременно селяните все още съставляват 80% от населението и въпреки премахването на крепостничеството от цар Александър II аграрният проблем все още е неразрешен. Русия остава предимно аграрна икономика, но между различните социални класи, както и с правителството, възникват икономически проблеми и различни конфликти. Недоволството достига кулминацията си с избухването на Руската революция от 1905 г. На 22 януари 1905 г. мирни демонстранти се опитват да внесат петиция до царя, както е по традиция, с искания за намаляване на работния ден на 8 часа, увеличаване на надницата, подобряване условията на труд, за общо избирателно право и за прекратяване на Руско-японската война. Тази демонстрация обаче е насилствено потушена и удавена в кръв пред Зимния дворец, тъй като на охраната е наредено да стреля по протестиращите. Резултатът става известен като „Кървавата неделя“. Насилието допълнително увеличава градуса на напрежението в цяла Русия. След Кървавата неделя избухват вълнения: хиляди хора отказват да ходят на работа, а животът е блокиран от обща стачка. В крайна сметка вълненията обхващат и руската провинция, където селяните започват да опожаряват именията на господарите си, а целият руски народ въстава срещу автокрацията. Тъй като комуникациите, транспортът и обществените услуги са блокирани от стачките, Николай II е принуден да действа, иначе ще загуби властта си.

## Николай II срещу реформите
Въпреки че Русия се намира в сериозен застой с бунтове и насилие, тероризиращи нацията, Николай II продължава да се противи на всички реформи, които ограничават автокрацията. Николай смята, че не е негова работа да променя система, създадена от неговите предци: „Не мога да пропилявам наследство, което не е мое, за да го прахосвам“. Николай не може да разбере, че руският народ желае да ограничи властта му, която той все по-често използва срещу него. Възможно е противопоставянето да се дължи на възпитанието му в автократичен дух.

## Разпоредби на манифеста
Октомврийският манифест се отнася до разпространението на вълненията в цялата Руска империя и обещава да предостави определени граждански свободи, включително:
- Да се предоставят на населението основните гражданските свободи, основани на принципите на истинската неприкосновеност на личността, свобода на съвестта, словото, събранията и сдруженията.
- Без да се отлагат насрочените избори за Държавната дума, да се допусне участие в Думата (доколкото е възможно в краткото време, което остава преди насроченото ѝ свикване) на всички онези класи от населението, които сега са напълно лишени от избирателни права; а по-нататъшното разработване на общ закон за изборите да се остави на бъдещия законодателен ред.
- Да се установи като ненарушимо правило, че никой закон не може да влезе в сила без потвърждение от Държавната дума и че на избраните представители на народа се гарантира възможността да участват в надзора за законността на действията на назначените длъжностни лица.
- Манифестът въвежда и всеобщо избирателно право за мъжете в Русия, както е в някои западни страни, като Франция, Германия и Съединените щати.[6]

Този документ, макар и да предоставя определени права на руския народ, не гарантира, че руското правителство ще функционира по демократичен начин. Вместо това Манифестът само заявява, че народът вече има определени права и глас в законодателството.
Клаузата за свобода на вероизповеданието възмущава Руската православна църква, защото позволява на хората да приемат към евангелския протестантизъм, който тя осъжда като ерес.

## Държавната дума
Една от разпоредбите на Манифеста касае създаването на законодателен орган в Русия, което има за цел да ограничи властта на царя в полза на руския народ. Законодателният орган, известен като Дума, е несъвършен от самото си създаване. Един основен недостатък на Думата е, че царят запазва правото си, когато пожелае, да налага вето върху законите. Думата е отслабена и от влиянието на руската бюрокрация, както и от факта, че органът може да бъде разпуснат от Николай, ако той и Думата не успеят да постигнат споразумение.

## Опозиция
Октомврийският манифест разделя опозицията срещу императора. Конституционно-демократическата партия (кадети) се успокоява от идеята за свобода на словото и истински представително управление, същото отношение има Съюзът от 17 октомври (неофициално известен като октябристи), основан същия месец.

## Последици
Манифестът има краткотраен успех. Почти веднага след публикуването му стачките и голяма част от насилието приключват. Нацията бива обзета от ентусиазъм, когато хората осъзнават новооткритата си свобода и идеята да имат представителство в правителството.
Част от населението обаче се противопоставя на реформите. На 19 – 20 октомври е извършен втори погром срещу еврейската общност в Кишинев, който започва като протест срещу манифеста.
Непосредственият успех на Манифеста обаче е последван от завръщане към цикъла на стачки и насилие, тъй като автокрацията постепенно затвърждава властта си. В рамките на няколко месеца са извършени над хиляда екзекуции на въоръжени революционери. Правителството започва да потиска политическите партии; към 1906 – 1907 г. в голяма част от Русия е въведено военно положение. То е вдигнато след края на революцията през 1907 г.